# Torsten Ehrenmark

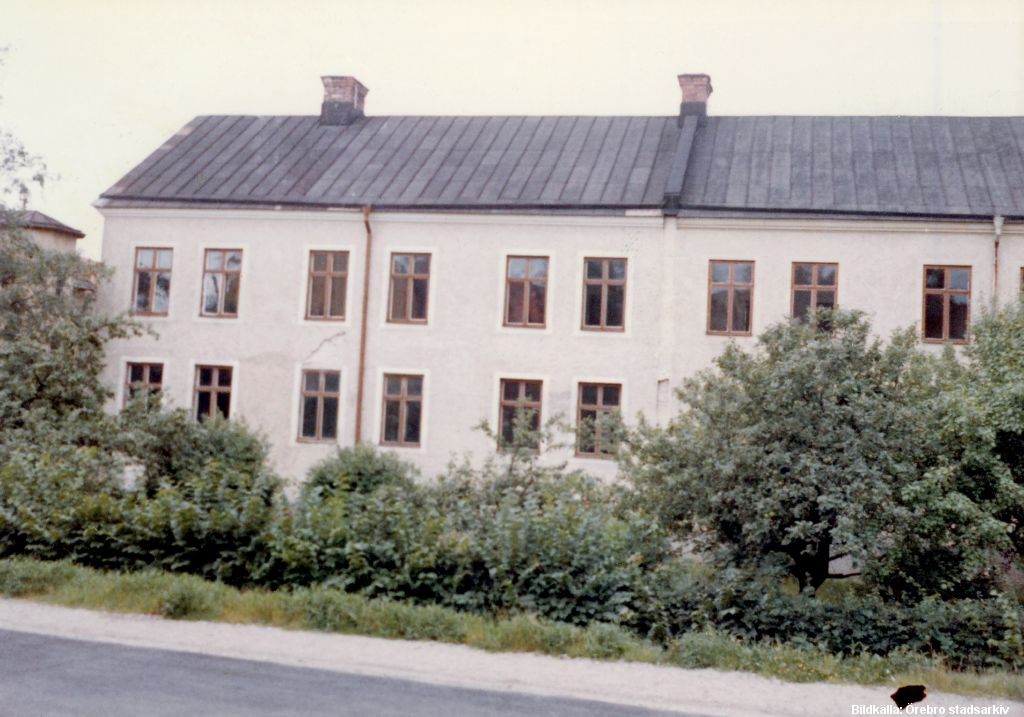
Åbackegatan 6–8 (fasad) i Örebro, där Ehrenmark växte upp.

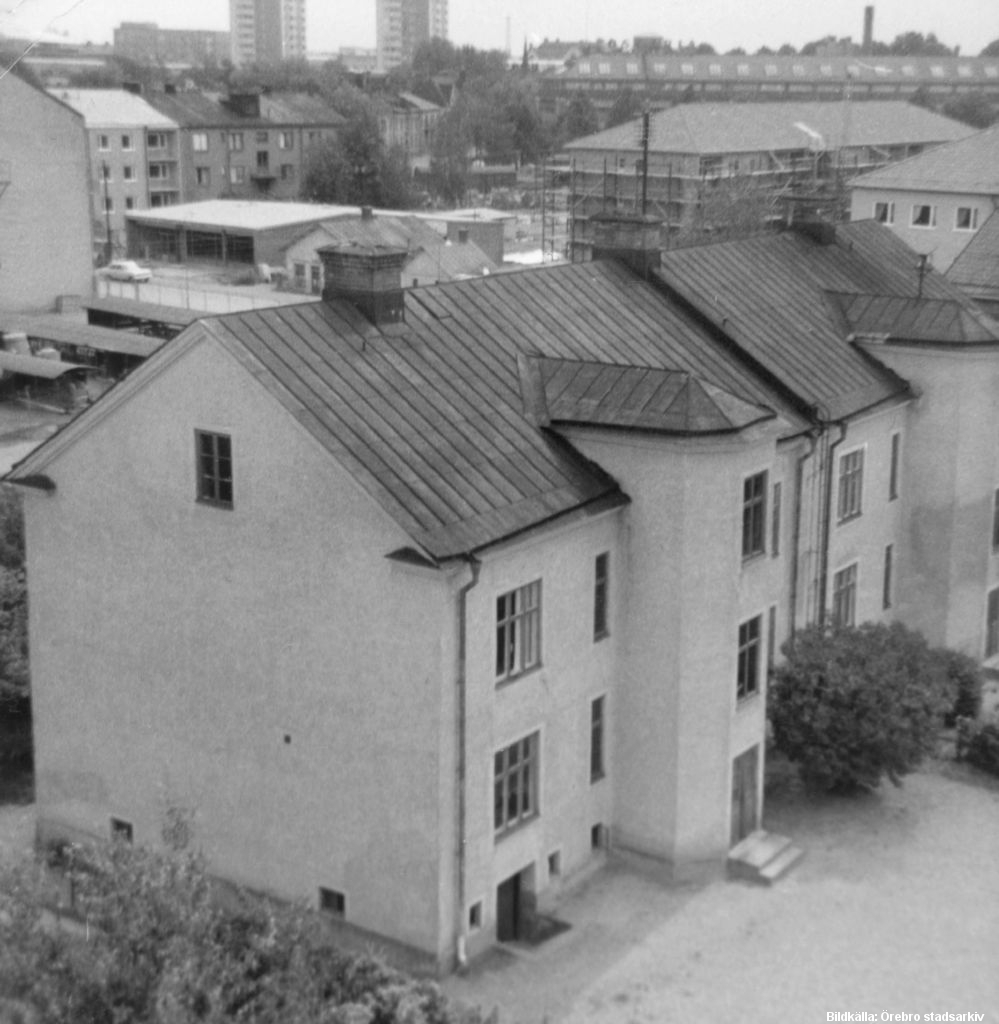
Åbackegatan 6–8, fasad mot gården.

Karl Gunnar Torsten Ehrenmark, född 22 april 1919 i Lindesberg, död 10 mars 1985 i London, var en svensk journalist, kåsör, författare och översättare.

## Biografi

### Uppväxt och familj
Ehrenmark föddes i Lindesberg men flyttade som mycket liten till sina farföräldrar i Örebro, där han växte upp i stadsdelen Örnsro. Ehrenmarks föräldrar, Bertil Ehrenmark och Gunilla, född Höglund Lidén, var skådespelare. De skilde sig 1931. Ehrenmark hade en yngre syster (Anne Maria Berta Gunhild, född 5 augusti 1920 i Engelbrekts församling, död 28 augusti 1944 i Högalids församling) som bodde hos modern i Stockholm och under stora delar av barndomen träffades syskonen aldrig.
Farföräldrarna, skohandlaren Karl Edvard Ehrenmark, född 21 april 1870 i Kumla, och hans hustru Berta Viktoria Kindlund, född 4 oktober 1864 i Askersund, ägde det hyreshus på Åbackegatan 6–8 i Örebro i vilket de bodde.

### Skolgång
Efter folkskoleklass på Nikolaiskolan inskrevs Ehrenmark 1929 på Karolinska läroverket i Örebro. Tiden på läroverket inleddes med sexårig realskola och följdes av fyraårigt gymnasium på skolans latinlinje. På läroverket erhöll han flera generösa stipendier, totalt 570 kr (ca 20 000 kr i 2023 års penningvärde, räknat från 1939).

### Verksamhet
Efter studentexamen 1938 blev Ehrenmark volontär vid Nerikes Allehanda 1938–1939. Under 1939–1940 arbetade han vid bland annat Sundsvalls Tidning, år 1941 vid Östgöta Correspondenten och som vikarie vid Dagens Nyheter sommaren 1942. Åren 1942–1955 var han vid Stockholms-Tidningen och blev sedan Londonkorrespondent för Aftonbladet 1955–1961. År 1961–1962 var han utrikeskorrespondent för Aftonbladet i New York, för Dagens Nyheter i Paris 1963–1969 och för samma tidning i London från 1969 till sin död.
Han var under en lång följd av år sommarpratare i radio (Sommarvärd varje år 1963–1976, 1978–1984 och Vintervärd 1969, 1971 och 1973) och skrev kåserisamlingarna Årets Ehrenmark som kom varje år från 1966 till hans död 1985. Även efter hans död fortsatte utgivningen av Årets Ehrenmark ända till 1995 genom återutgivningar av tidigare kåserier. I sina kåserier skrev han underhållande om stort och smått som han råkade ut för, både som journalist och privatperson. Han hade en speciell, stillsam och torr humor med mycket självironi. Han har även skrivit memoarer i samma stil, Jag minns min blåa cheviot. Återkommande personligheter i hans kåserier är Hustrun, sonsonen Hemska Simon samt den människoätande hunden Gäsper, som var en boxer. Han blev genom sitt skrivande under årens lopp även en sorts PR-man för Örebro och hela Närke.
Under sin tidiga karriär som dagstidningskåsör skrev han under pseudonymen Petmoij eller ibland Torckel Petmoij. De flesta av hans kåserier är illustrerade av tecknaren Poul Ströyer. Han var även verksam som översättare av deckare och teaterpjäser (komedier).

### Giftermål
Ehrenmark var gift från 1942 med Birgitta Ehrenmark (1921–2011), född Höglund. I äktenskapet föddes två söner. Han och hustrun Birgitta är begravda på Norra Kyrkogården i Örebro.

## Priser och utmärkelser
- 1968 - Hedersledamot av Södermanlands-Nerikes nation

## Minnesmärken – med mera
- Ehrenmark har en park uppkallad efter sig, Torsten Ehrenmarks park, i stadsdelen Örnsro i Örebro. I parken, nära Svartån, finns även en minnesten med en minnestext om Torsten.[13]
- Järnvägsföretaget Tåg i Bergslagen döpte 6 oktober 2001[14] ett av sina tåg efter honom.[15]
- Minnenas television: TV-programmet Hr Ehrenmark i London (1978). 15 mars 2012

## Torsten Ehrenmarks minnesstipendium
År 1989 instiftades Torsten Ehrenmarks minnesstipendium. Det delas ut av Publicistklubben och går till "yngre journalister som i England eller Frankrike vill förkovra sig i yrket."